# بيغي مارش
بيغي مارش (بالإنجليزية: Peggy March)‏ هي موسيقية ومغنية وممثلة أمريكية، ولدت في 8 مارس 1948 في الولايات المتحدة.

## وصلات خارجية
- بيغي مارش على موقع IMDb (الإنجليزية)
- بيغي مارش على موقع روتن توميتوز (الإنجليزية)
- بيغي مارش على موقع مونزينجر (الألمانية)
- بيغي مارش على موقع ميوزك برينز (الإنجليزية)
- بيغي مارش على موقع أول موفي (الإنجليزية)
- بيغي مارش على موقع قاعدة بيانات الأفلام السويدية (السويدية)
- بيغي مارش على موقع إن إن دي بي (الإنجليزية)
- بيغي مارش على موقع أول ميوزيك (الإنجليزية)
- بيغي مارش على موقع أول ميوزيك (الإنجليزية)
- بيغي مارش على موقع ديسكوغز (الإنجليزية)